# Firma J. de Koff
Firma J. de Koff was een Nederlandse orgelmakerij gevestigd in Utrecht.
Johan de Koff senior (Utrecht, 20 juni 1863 – aldaar, 15 maart 1950), een timmermanszoon, was werkzaam bij Johan Frederik Witte in het bedrijf van orgelmakerij Bätz-Witte en begon rond 1903 voor zichzelf nadat Witte was overleden. Uit zijn huwelijk met Maaijke Sophia Hendrika Mooring werd Johan de Koff (Utrecht, 12 juli 1891 – aldaar, 15 oktober 1976) geboren, die het vak weer van zijn vader leerde.
Senior en junior bouwden voornamelijk orgels in en om Utrecht, maar zorgden ook voor herstel van orgels in andere grote steden, zoals bijvoorbeeld van de Laurenskerk in Rotterdam. In 1922 nam zoon zijn vaders bedrijf over, maar zijn vader bleef er tot op hoge leeftijd werken. Junior stopte in 1964; een schoonzoon, H.P. Luyten, nam het toen nog van hem over, maar De Koff sloot in 1971 zijn deuren. Er waren toen ongeveer honderd orgels gebouwd en ongeveer vijfhonderd gerepareerd of gerestaureerd. De firma maakte onder meer pneumatische orgels en ook elektro-pneumatische orgels, maar wendde zich in de laatste jaren weer naar het mechanisch sleepladenorgel. Een van der laatste orgels werd onder het bewind van Luyten gezet in het Musis Sacrum te Arnhem.
Het bedrijf leidde mede Johann Reil op van Orgelmakerij Reil.